# Szenátus (Hollandia)
A Szenátus (hollandul: Eerste Kamer der Staten-Generaal, kiejtése: [ˈeːrstə ˈkaːmər dɛr ˈstaːtə (n) ˌɣeːnəˈraːl]) vagy egyszerűen Eerste Kamer, a Staten-Generaal felsőháza, Hollandia törvényhozási intézménye. 75 tagját négyévente választják meg a tizenkét németalföldi és a három tengerentúli tartományban, rendszerint három hónappal a tartományi képviselők választása után.
A Szenátus tagjai részmunkaidős alkalmazottak, akik gyakran más pozíciókat is betöltenek. Támogatást kapnak, amely a Képviselőház tagjainak fizetésének körülbelül egynegyede.
A politikailag jelentősebb Képviselőháztól eltérően a Szenátus hetente csak egyszer ül össze. Tagjai általában veterán vagy részmunkaidős politikusok. Joga van a jogalkotási javaslatokat elfogadni vagy elutasítani, de nem módosíthatja őket, vagy nem kezdeményezhet új törvényt. Közvetlenül azután, hogy a Képviselőház elfogadott egy törvényjavaslatot, azt elküldik a Szenátusnak és egy parlamenti bizottságnak. A bizottság dönt arról, hogy a törvényjavaslat azonnal felvehető-e a teljes ülés napirendjére, vagy először el kell készíteni a törvényjavaslat előkészítő tanulmányát. Ha egy törvényjavaslatot azonnal felvesznek a plenáris ülés napirendjére, azt formalitásként fogadják el, vita nélkül.

## A Szenátus jelenlegi összetétele
A Szenátusban jelenleg az ellenzéknek van többsége.

Kormánypártok
- Néppárt a Szabadságért és Demokráciáért (VVD) 12
- Kereszténydemokrata Tömörülés (CDA) 9
- 66-os Demokraták (D66) 7
- Keresztény Unió (CU) 4
Ellenzék
- Baloldali Zöldek (GL) 8
- Nanninga Csoport (JA21) 7
- Munkáspárt (PvdA) 6
- Szabadságpárt (PVV) 5
- Szocialista Párt (SP) 4
- Párt az Állatokért (PvdD) 3
- Otten Csoport (GO) 2
- 50PLUS (50+) 2
- Református Politikai Párt (SGP) 2
- Függetlenek 2
- Független Szenátus Egyesület (OSF) 1
- Fórum a Demokráciáért (FvD) 1

## Fordítás
- Ez a szócikk részben vagy egészben  az   Eerste Kamer der Staten-Generaal című holland Wikipédia-szócikk ezen változatának fordításán alapul.  Az eredeti cikk szerkesztőit annak laptörténete sorolja fel. Ez a jelzés csupán a megfogalmazás eredetét és a szerzői jogokat jelzi, nem szolgál a cikkben szereplő információk forrásmegjelöléseként.